# Miss You (Louis Tomlinson)
Miss You is een nummer van de Britse zanger Louis Tomlinson uit 2017.
Volgens Tomlinson gaat het nummer over een tijd waarin hij elke avond dronk en feestte en dacht dat alles goed ging, terwijl hij toch het meisje waar hij van hield miste. "Miss You" was lang niet zo succesvol als voorganger Back to You. Hoewel het in het Verenigd Koninkrijk nog een bescheiden 39e positie behaalde, haalde het in Nederland slechts de 7e positie in de Tipparade en in Vlaanderen bleef het steken op een 5e positie in de Tipparade.